# 賈可比尼彗星
賈可比尼彗星（205P/Giacobini）是一顆木星族週期彗星，軌道周期為6.68 年。1896年9月4日，法國天文學家米歇爾·賈可比尼發現賈可比尼彗星，之後就失踪了，直到2008年9月10日，才由日本業餘天文學家板垣公一和金田宏重新發現。

## 觀測歷史
賈可比尼彗星是米歇爾·賈可比尼於1896年9月4日發現的。第二天，其他觀察者證實這顆彗星的存在，並估計視星等為11.3等。該彗星隨後被定位在巨蛇座。隨後彗星變得越來越暗淡，最後一次觀測是在1897年1月5日，由威廉·哈西（William Hussey）觀測到。賈可比尼彗星橢圓軌道是由亨利·約瑟夫·阿納斯塔斯·佩羅坦和賈可比尼計算出來的，軌道周期為6.65年，近日點日期為10月28日。
從9月26日開始，亨利·約瑟夫·阿納斯塔斯·佩羅坦觀察到一個極其暗淡的伴星，表明該彗星已經分裂。其他觀察者於9月下旬和10月初利用利克天文台記錄了彗星彗髮內的第二次凝結，並於10月10日記錄了一個拉長的彗核。茲德內克·塞卡尼納（Zdenek Sekanina）估計，碎片於1896年4月24日從主核分離出來，顯示它是一顆短暫存在的伴星。
這顆彗星一度失踪，直到2008年9月10日，板垣公一和金田宏在超新星巡天調查中重新發現。當時彗星的視星等為13.5等，彗髮直徑約 25 角秒，彗尾長約2角分。
該彗星最初由麥克·邁耶（Maik Meyer）認為與1896V彗星有關，後經中野證實。9月17日，人們觀測到一顆比主星暗4等的伴星（核 B），9月19日，人們觀測到一顆比主星暗5等以上的伴星（核 C），距離更遠。茲德內克·塞卡尼納（Zdenek Sekanina）估計，B核於2006年分離，大約在彗星到達近日點前700天，而C核則於1998年分離，即彗星上一次到達近日點之前。這兩塊碎片在2015年的近日點並沒有被觀測到。

## 外部連結
- 賈可比尼彗星 at the JPL Small-Body Database
  - Close approach · Discovery · Ephemeris · Orbit diagram · Orbital elements · Physical parameters

Fragments:
- 205P/Giacobini-A at the JPL Small-Body Database
  - Close approach · Discovery · Ephemeris · Orbit diagram · Orbital elements · Physical parameters

- 205P/Giacobini-B at the JPL Small-Body Database
  - Close approach · Discovery · Ephemeris · Orbit diagram · Orbital elements · Physical parameters

- 205P/Giacobini-C at the JPL Small-Body Database
  - Close approach · Discovery · Ephemeris · Orbit diagram · Orbital elements · Physical parameters

| 週期彗星                      | 週期彗星     | 週期彗星                       |
| ----------------------------- | ------------ | ------------------------------ |
| 前一顆彗星 林尼爾-尼特3號彗星 | 賈可比尼彗星 | 後一顆彗星 巴納德-博亞蒂尼彗星 |
| 週期彗星列表                  |              |                                |